# Malberg (Maastricht)
Pour les articles homonymes, voir Malberg.
Malberg est le nom d'un quartier résidentiel d'après-guerre dans la partie ouest de la municipalité de Maastricht.

## Toponymie
Le nom de Malberg est dérivé d'un ancien mot désignant endroit où des procédures judiciaires de droit allemand se sont déroulées.

## Géographie

### Géographie physique
Le quartier de Malberg a été construit sur un terrain accidenté entre Caberg et Dousberg. Au nord-ouest se trouve le Zouwdal, située sur les rives du canal Albert, situé en Belgique.

### Géographie administrative
Situé dans l'arrondissement nord-ouest (Maastricht) de Maastricht, Malberg est bordé par les quartiers d'Oud-Caberg au nord-est, Malpertuis au sud-est et Dousberg-Hazendans au sud. À l'ouest se trouve la frontière avec la Belgique et le village de Veldwezelt (municipalité de Lanaken). La Via Regia (tronçon de la route du même nom à Maastricht) est la route principale allant vers la Belgique et en venant en se dirigeant vers le centre de Maastricht.

### Urbanisme
En 1963, le plan de programmation du nouveau quartier a été adopté. Le programme prévoyait la construction de 2296 maisons, de dix types différents. En plus d'établir la différenciation entre les maisons ouvrières ou encore médiévales , Van de Venne du établir un équilibre entre les maisons mono-familiales (65 %), les bâtiments de taille moyenne (30 %) et les grands immeubles (5 %). Le plan de programmation a été élaboré par les architectes Piet Dingemans, Gerard Snelder, Jos Muré et J.A.M. Kurvers. En 1964, la première pierre a été posée et, en 1969, les dernières maisons ont été livrées. L'église paroissiale remonte à 1968 et a été conçue par Pieter Koene.
Après plus de 50 ans, le quartier a été amélioré. Le projet municipal Manjefiek Malberg, en cours de développement, permit de nouveaux investissements dans la région (totalisant environ 200 millions d'euros). Le centre commercial a été entièrement rénové, ainsi que le centre de soins pour personnes âgées de Scharwyerveld situé au sud-est de Malberg.

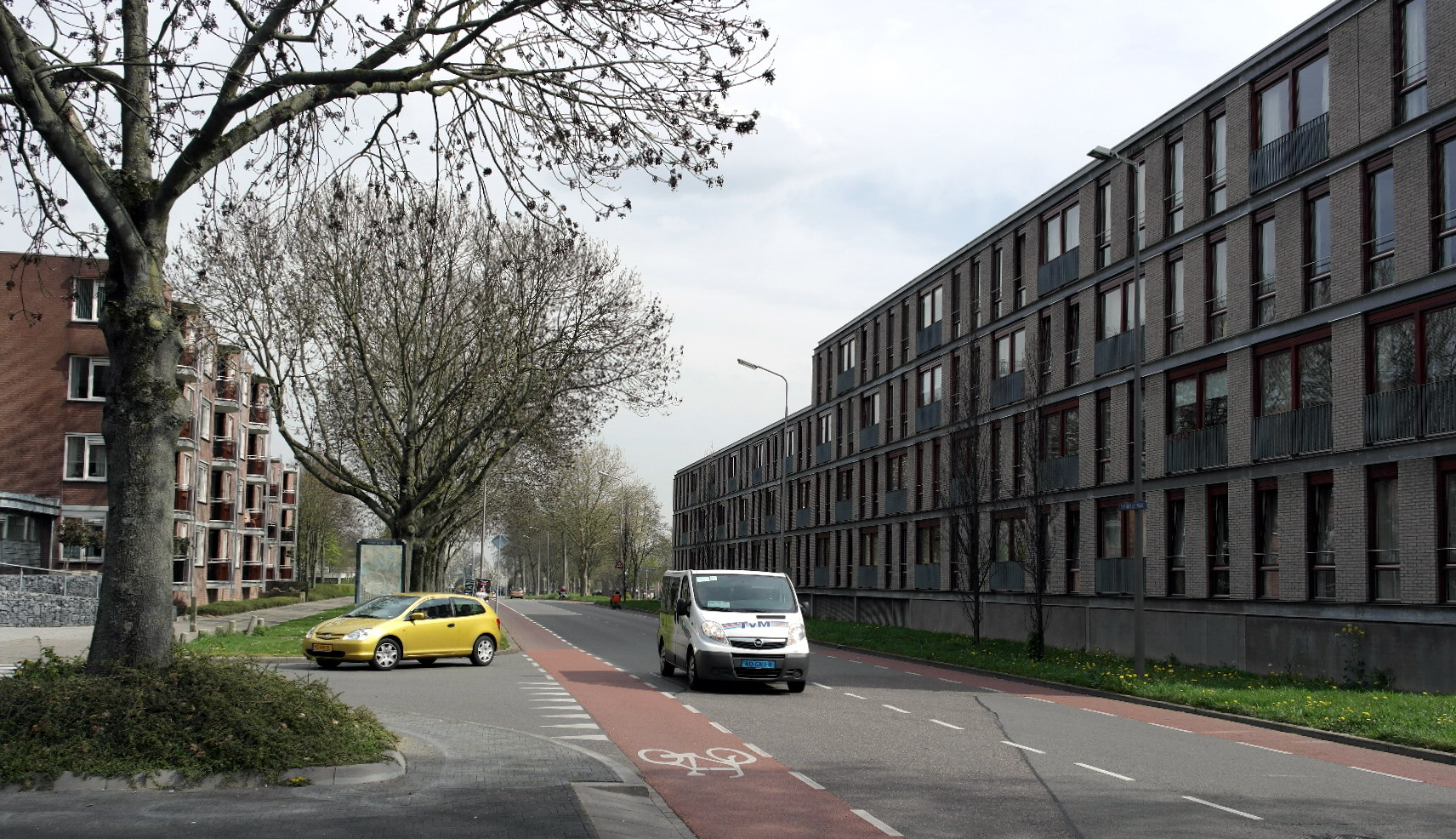
Ancien et nouveaux immeubles.
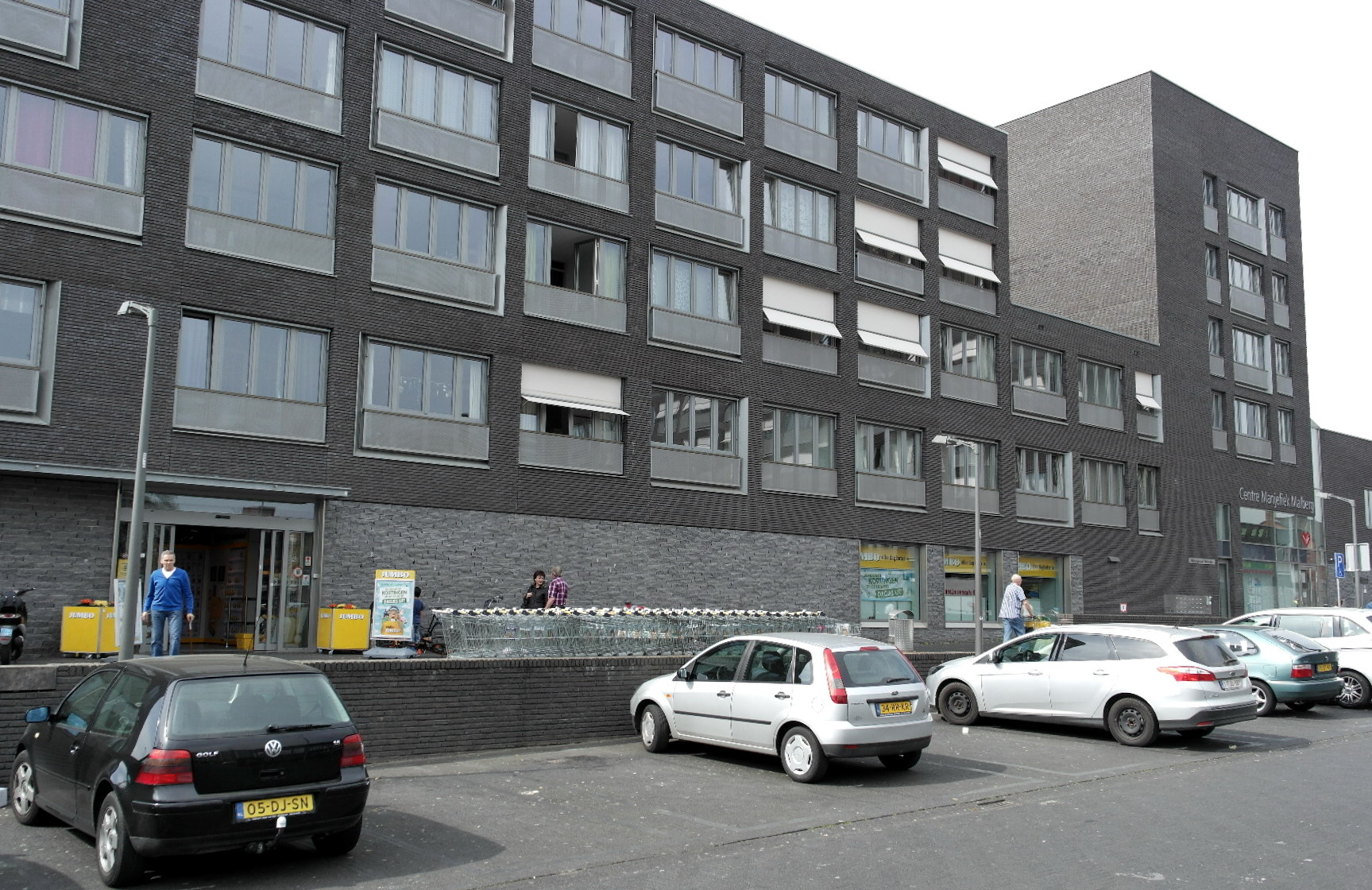
Centre commercial rénové.
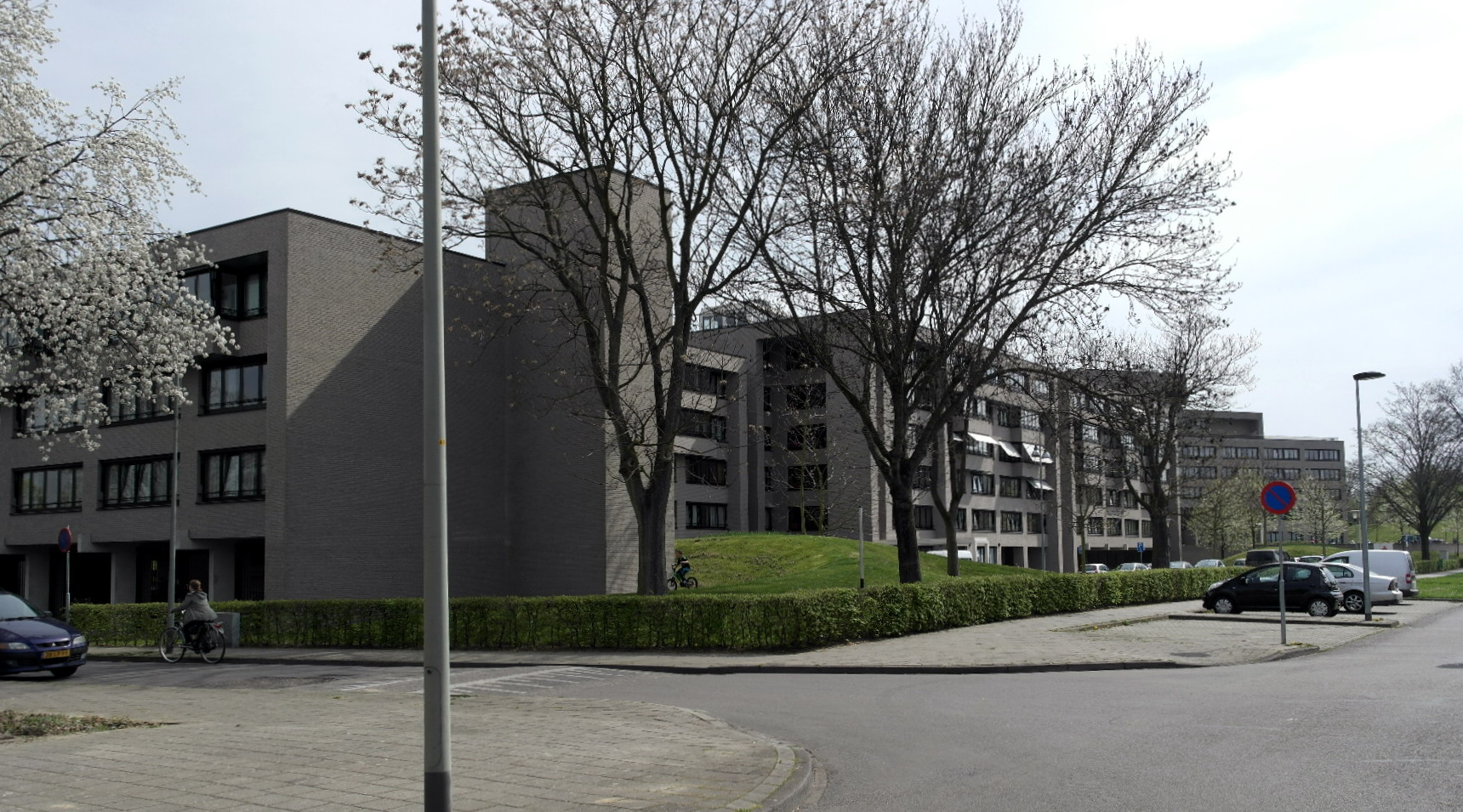
Scharwyerveld.
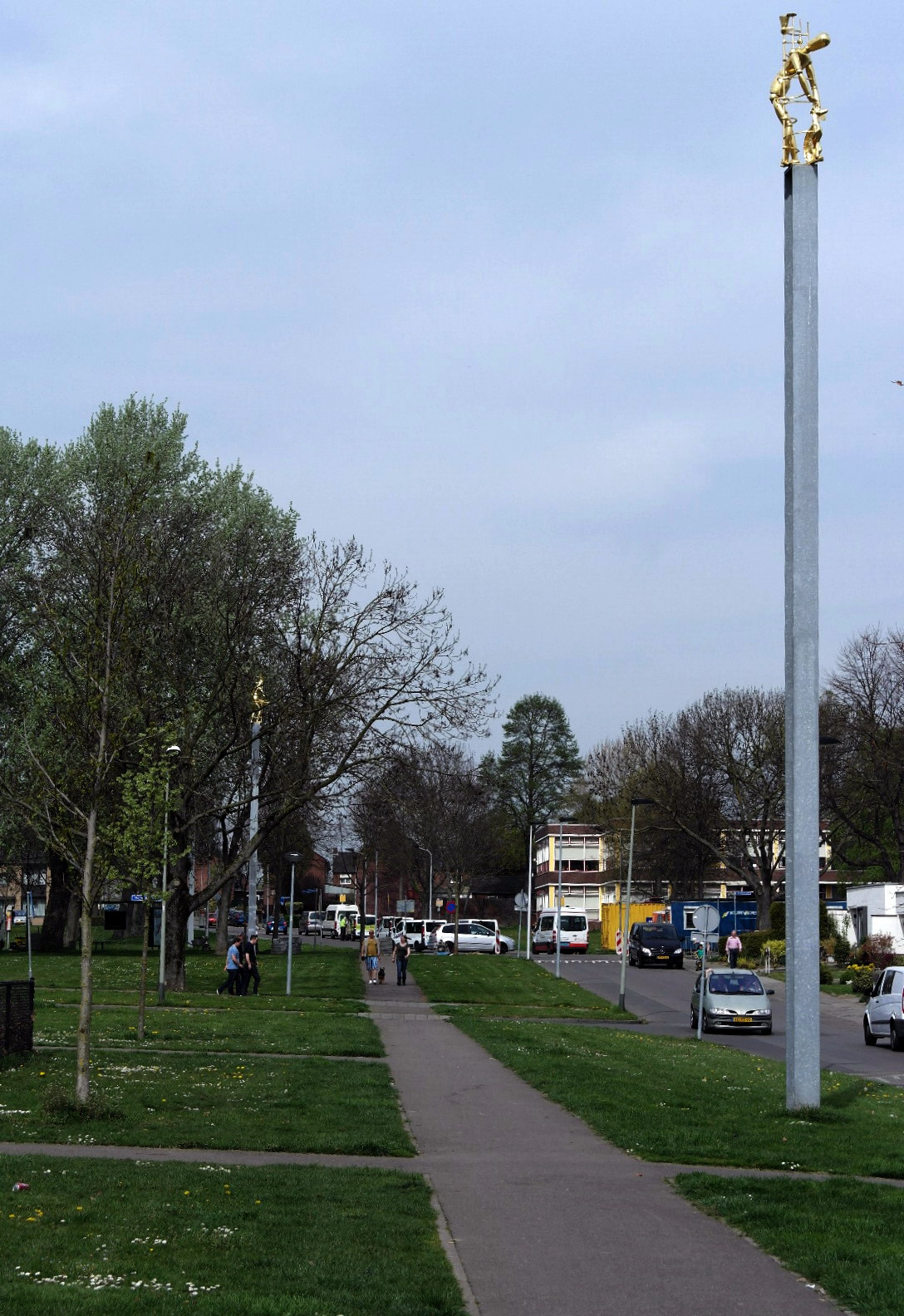
Art sur la Bunderruwe.

## Histoire

### Avant les projets d'urbanisme

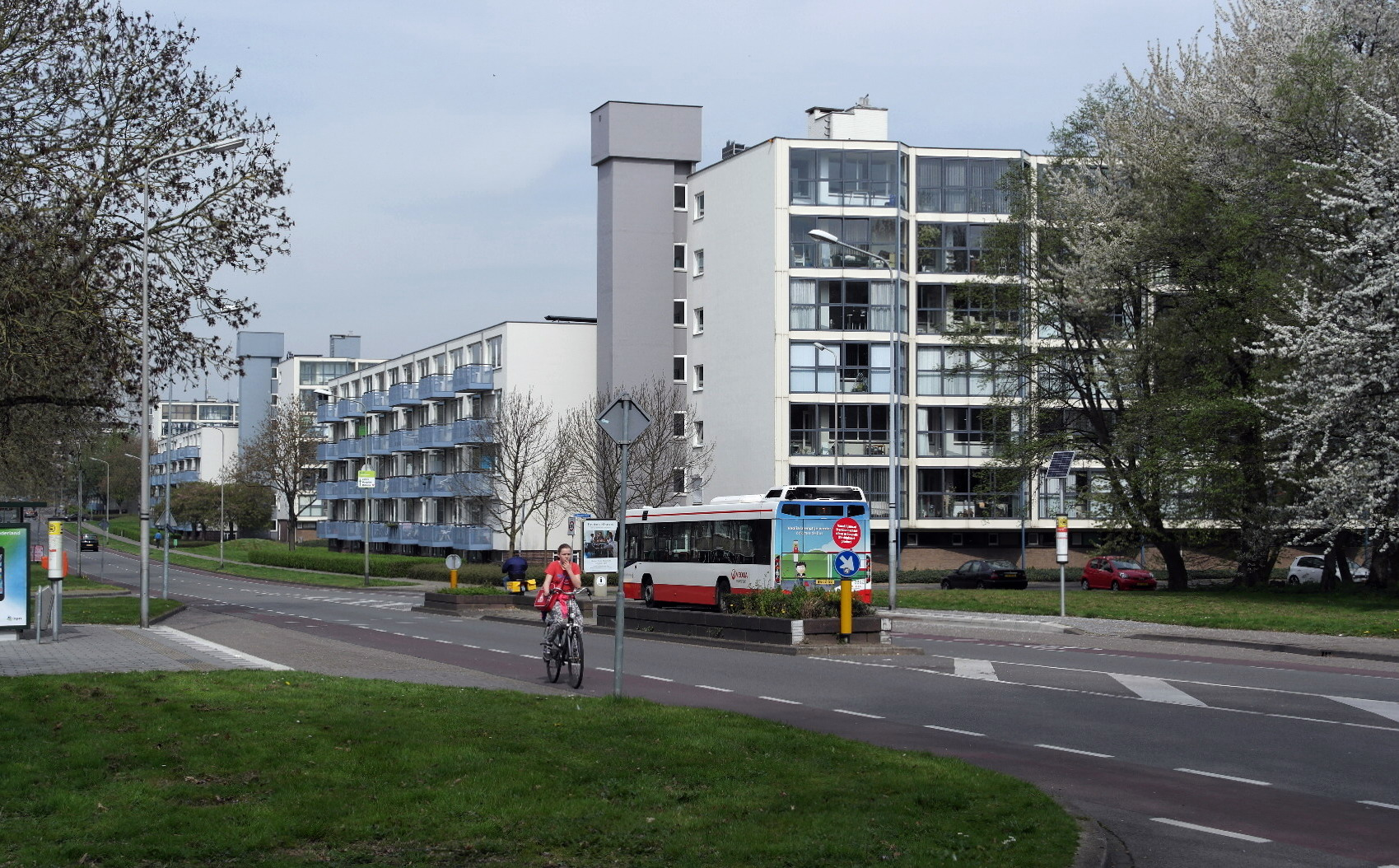
Immeubles des années 1960.

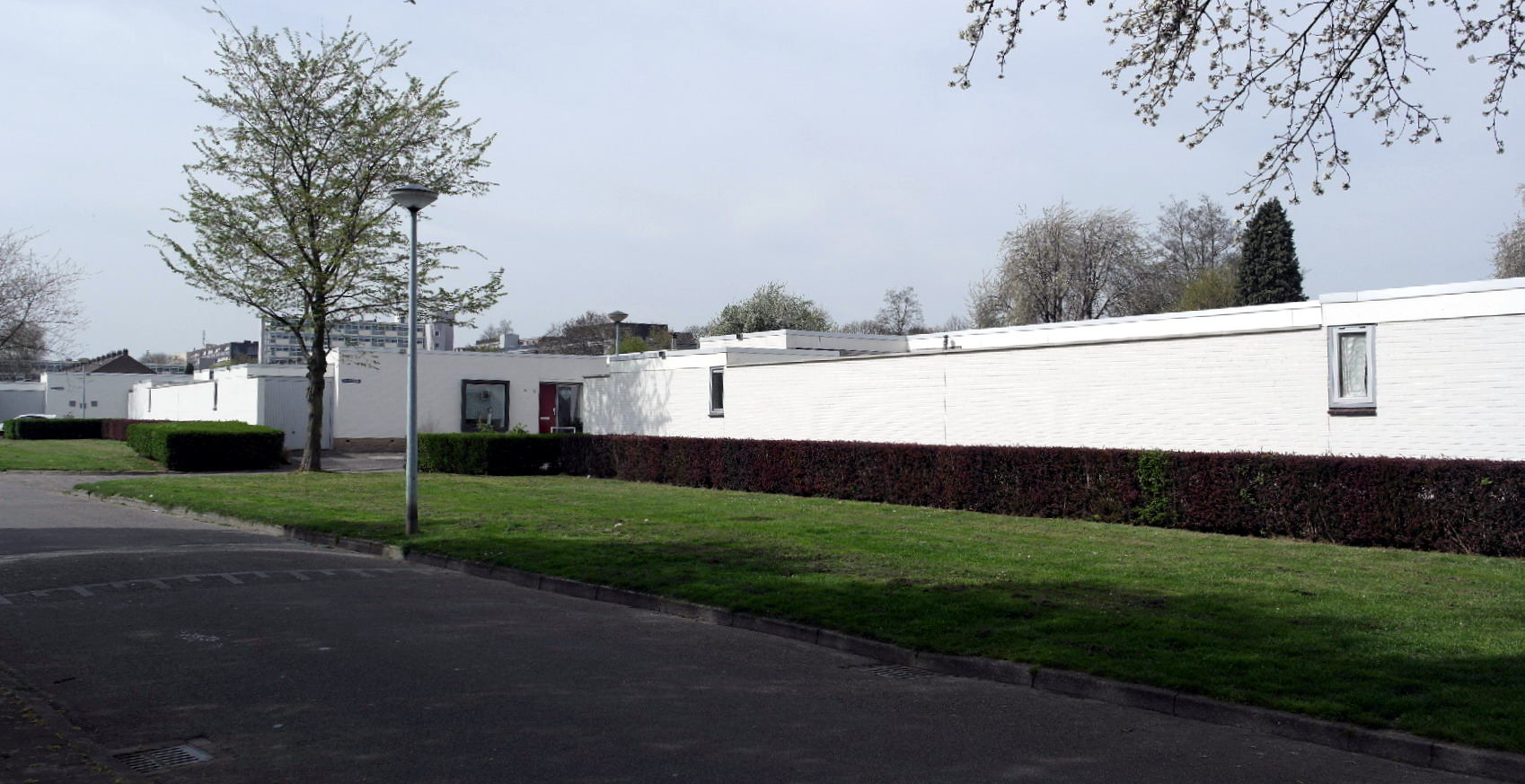
Patios construit par Gerard Snelder.

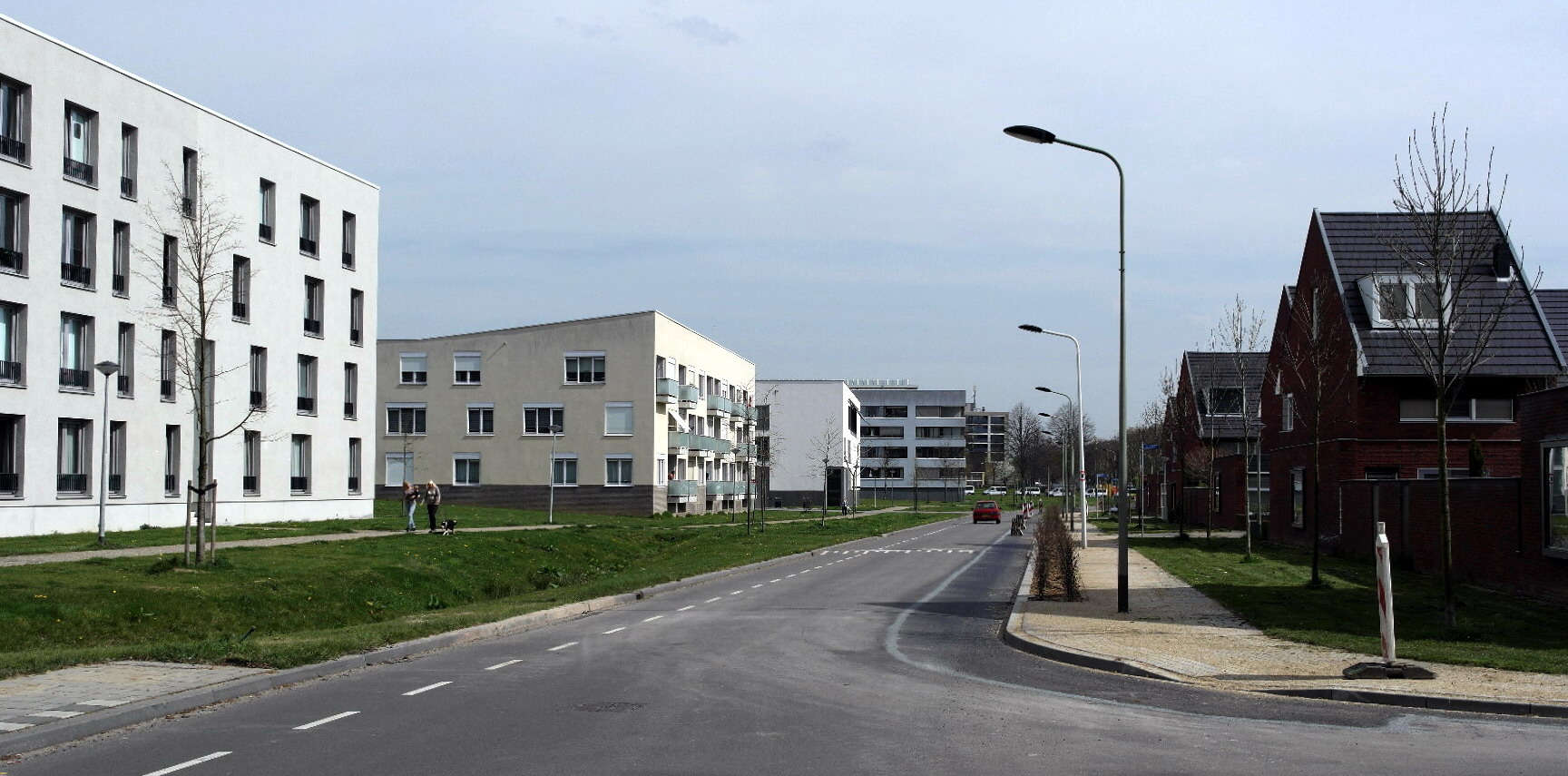
Vue des immeubles et maisons de Malberg construit par le plan de rénovation du quartier.

Jusqu'au 1er janvier, 1920, la zone occupée par le quartier appartenait à la commune de Oud-Vroenhoven et se composait principalement de terres agricoles.

### Projet: la «philosophie de paroisse»
La construction du quartier – prévu pour 9000 personnes – a eu lieu entre 1964 et 1970 selon les plans de H. H. van der Wusten. Van der Wusten suivi par le directeur des travaux publics, et le sociologue J. J. J. van de Venne (1914-1977), propagèrent l'« idée de voisinage » (« wijkgedachte ») ou « philosophie de paroisse » (« parochiefilosofie ») qui fut inscrite dans le plan d'expansion de 1954 et le plan d'aménagement communal de 1962. Ce concept signifie que dans ces districts, les logements s'arrangeaient, en termes de commodité, comme dans une paroisse : avec l'église paroissiale au centre, entourée par les maisons paroissiales et le centre communautaire ; puis les bars, magasins et équipement ; puis les quartiers pour les travailleurs et fonctionnaires et enfin, sur le pourtour, les zones de loisirs. Dans certains cas, certaines zones étaient réservées pour les personnes aisées et pour les personnes en marge de la société avec notamment la notion d'« écoles résidentielles ». Malberg comptait ainsi 552 maisons pour des familles dites « à problèmes », en grande partie afin de répondre au besoin du Boschstraatkwartier, dont 20 résidences avaient été réservées pour les familles à « indication thérapeutique positive légère ». Selon la philosophie, le mélange des résidents de différents milieux entrainerait l'apparition de comportements sociaux de meilleurs qualités. À l'instar des autres quartiers résidentiels d'après-guerre, les logements construits dans ce quartier étaient principalement destinés à la location.

### Construction
Les plans de construction originaux divisait le district en quatre « quadrants ». Chaque quadrant comportait 20 % de logements destinés aux familles dites « à problèmes ». Cette division résulte du fait que le quartier était considéré comme trop grand pour fonctionner comme une seule paroisse. Ainsi, chaque quadrant aurait fonctionné comme une petite paroisse, comportant en son centre une église et un centre de soins. Cependant, la laïcisation de la société dans les années 1960 et les limitations budgétaires ont conduit à réduire le projet et finalement, une église paroissiale et un centre communautaire ont été construits pour l'ensemble du quartier.
L'idée de diviser le quartier en quadrants reste toutefois visible dans la disposition des rues, ainsi :
- le quadrant sud-ouest est composé de rues nommées en fonction des systèmes de poids et mesures (par exemple, Elruwe ou Bunderruwe) ;
- le quadrant nord-ouest est composé de rues portant le nom de termes juridiques (par exemple Toustruwe et Leenhofruwe) ;
- les rues du quadrant nord sont nommés d'après d'anciennes monnaies (Schellingruwe, Daaldersruwe, etc.) ;
- le quadrant sud-est a des rues portant le nom d'armes anciennes (Ponjaardruwe, Musketruwe, etc.).

Enfin, le quartier est caractérisé par l'utilisation du suffixe médiéval « -ruwe », dérivé du mot français « rue ».

## Population et société

### Installations
Le quartier a des installations de base. Un centre commercial et deux supermarchés s'y trouvent ainsi qu'un centre de médecine générale, des dentistes, une pharmacie, des écoles, un centre communautaire (« ’t Ruweel » et une église paroissiale catholique romaine (appelée « De Vier Evangelisten » – « Les quatre Évangélistes » – et utilisée à l’origine par les pères franciscains). Le Centre Manjefiek Malberg, ouvert en 2012, accueille un centre d'affaires adaptés aux parents avec de jeunes enfants avec notamment un terrain de jeu, une école primaire Markus (à l’origine, deux écoles : Markus et Het Palet mais fusionnées en 2014 sous le nom de la première), une garderie, un centre pour la jeunesse et la famille (Centrum voor Jeugd en Gezin Maastricht) et l'organisation des entreprises Trajekt. Le Centre Manjefiek a également une bibliothèque et un service de soutien et de médiation au travail. Sur la rue Florijnruwe se trouve le Bedrijvencentrum Malberg (« Centre d'affaires de Malberg »), destiné aux start-ups.
Le quartier est à l’écart des transports en commun, mais reste desservie par les bus Veolia.

### Sports

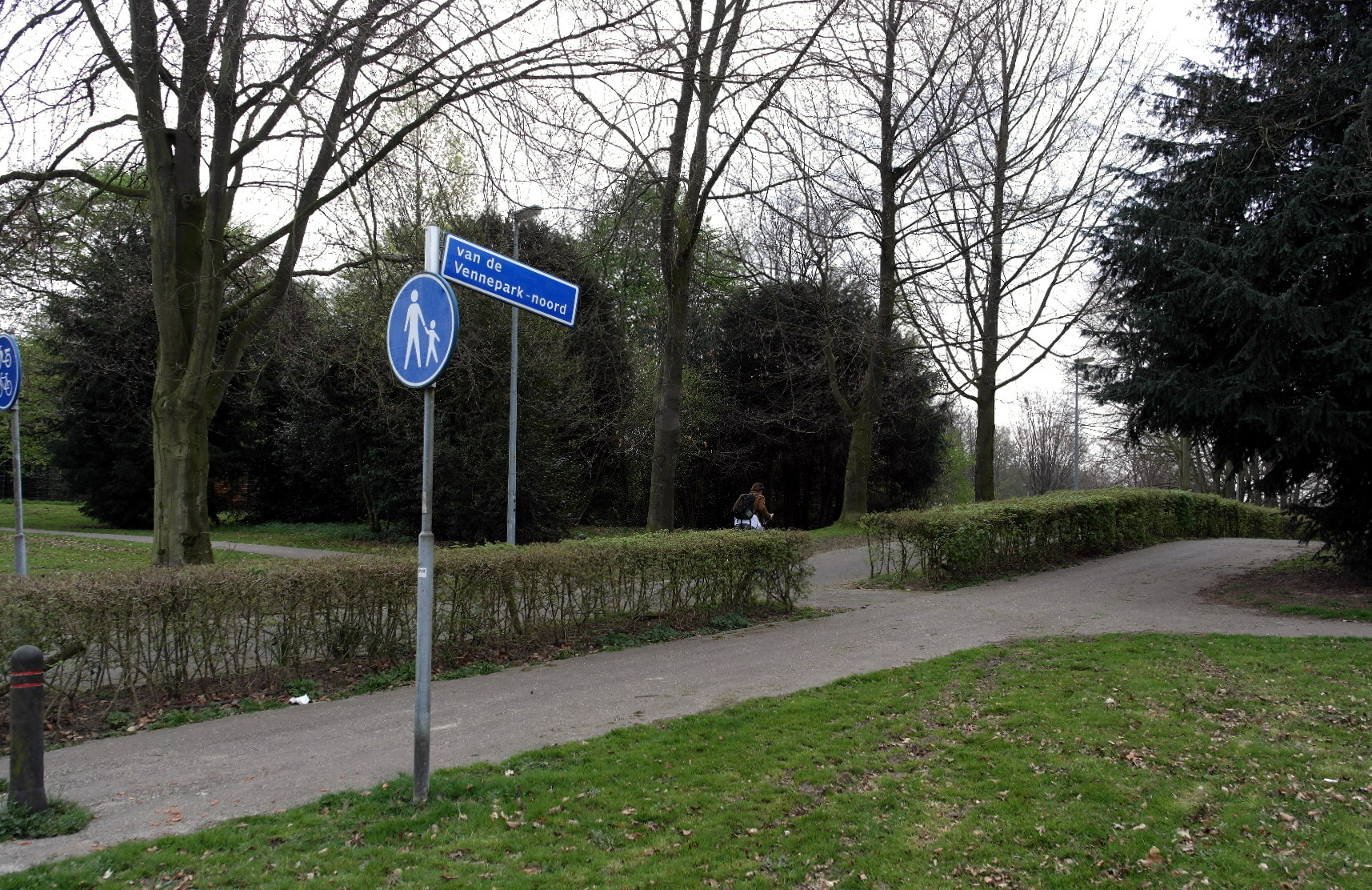
Le parc Van de Venne.

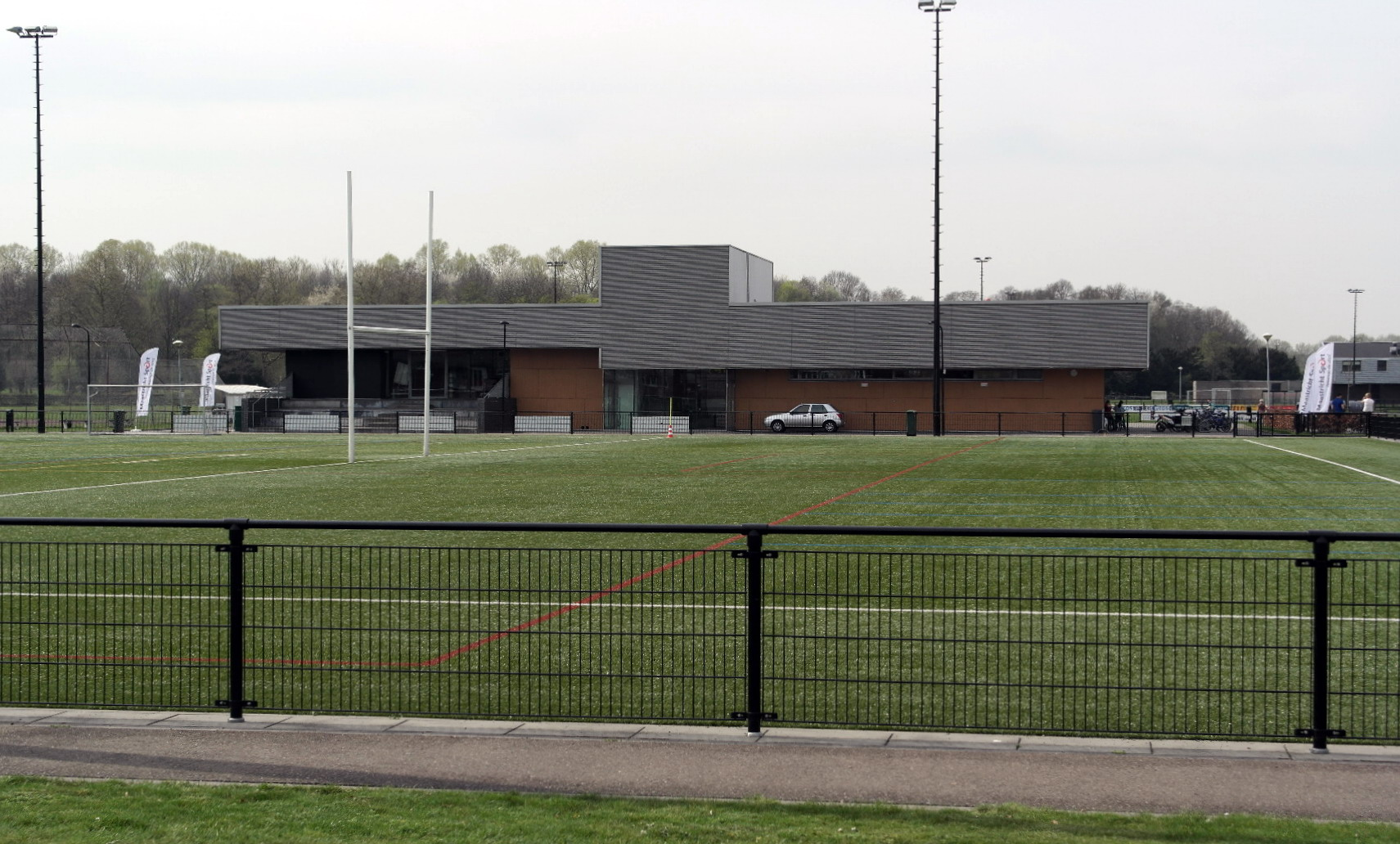
Le parc sportif.

Le Sportpark West se trouve au sud-ouest du district et est maintenant intégrée au parc Van de Venne. Il comprend un terrain de gazon artificiel éclairé et multifonction, un terrain de football en gazon artificiel également éclairé, quatre terrains en gazon naturel, un terrain de baseball et de softball, douze pistes de bowling éclairées et une piste de course de 600 mètres. Le parc sportif est le siège de cinq clubs de sport : le RKVVL/Polaris (football), le MMRC (rugby), le HSCM (baseball et softball), Maastricht Lacrosse (crosse) et Maastricht Gaels (football gaélique). Le club de football VV SCM, fondée en 2013 par la fusion du VV Standaard et du SC Caberg, possède ses propres installations sportives sur la Toustruwe.

### Loisirs
Le quartier se trouve à la périphérie de Maastricht, ce qui permet la présence de zones boisées. Ainsi, au nord-ouest se trouve le Zouwdal, une réserve naturelle. Le Groene Wig de la Schildruwe relie le centre du quartier au Zouwdal. Une partie du parc a été conçue avec l'aide des écoliers du quartier et inclut une aire de jeux, des petites collines, des espaces fleuries et un terrain de sport multifonctionnel.

## Sources
- (nl) Cet article est partiellement ou en totalité issu de l’article de Wikipédia en néerlandais intitulé « Malberg (Maastricht) » (voir la liste des auteurs).

## Compléments